# Torfinn de Hamar
Torfinn de Hamar o de Trondheim (Trondheim, Noruega, segle xiii - Lissewege, comtat de Flandes, actual Bèlgica, 8 de gener de 1285) fou bisbe de la diòcesi de Hamar (Noruega). És venerat com a sant per diverses confessions cristianes.

## Biografia
Torfinn nasqué a Trondheim (Noruega); potser va ésser monjo cistercenc abans d'ésser nomenat bisbe de Hamar. Se'n coneixen poques dades de la vida, malgrat la seva fama posterior. Com d'altres bisbes noruecs, no estava d'acord amb el rei Erik II de Noruega en algunes qüestions com ara les eleccions episcopals. Les relacions del rei amb l'Església eren dolentes. El rei Magne VI de Noruega havia signat un acord, la Concòrdia de Tønsberg (Sættargjerden in Tønsberg), en 1277 amb el l'arquebisbe de Nidaros Jon Raude, que confirmava alguns privilegis del clergat, la llibertat dels clergues per elegir bisbes i altres assumptes.
En 1282, el rei Erik trencà l'acord i començà una disputa amb l'Església; el rei desterrà Jon Raude i dos dels seus seguidors, els bisbes Andreu d'Oslo i Torfinn de Hamar. Torfinn, després de penalitats, entre elles un naufragi, anà a l'abadia de Ter Doest a Lissewege, prop de Bruges (Flandes), on morí en 1285 després de set mesos de malaltia.

## Veneració
Fou sebollit prop de l'altar de l'abadia, i la tomba fou oblidada. Passats seixanta anys, la tomba fou oberta i una flaire agradable en hauria sortit i envaït l'església; s'investigà i el vell monjo Walter de Muda, monjo de Ter Doest, digué de qui era. Ell mateix havia escrit un poema lloant el tarannà gentil, però ferm de Tornfinn, que es trobà a la tomba del bisbe. A partir de la narració de les virtuts del bisbe, fou tingut per sant i venerat pels cistercencs de Flandes i França.
Se li atribuïren miracles i el seu culte arribà a Noruega, on no tingué un culte estès, però fins al segle xix, especialment entre els catòlics. Quan el monestir fou abandonat i ensorrat, s'hi buscaren les restes, que foren trobades en 1687 i traslladades al monestir cistercenc de Ter Duinen de Bruges (actual seminari diocesà). En 1949, en obrir la cripta on fou sebollit, se'n trobaren les restes barrejades amb les d'altres cossos, de manera que no se'n podien destriar; se'n parlà llavors de traslladar-les a Hamar.